# Уокер, Самаки
Самаки Иджума Уокер (англ. Samaki Ijuma Walker; род. 25 февраля 1976, Колумбус, штат Огайо) — американский баскетболист, игравший на позиции Тяжелого форварда. Уокер играл за Луисвиллский университет и был задрафтован под 9 номером командой «Даллас Маверикс», где играл до 1999 года. Уокер продолжил играть в НБА за «Сан-Антонио Спёрс» (1999—2001), «Лос-Анджелес Лейкерс» (2001—2003), «Майами Хит» (2003—2004), «Вашингтон Уизардс» (2004—2005) и «Индиана Пэйсерс» (2005—2006). После этого Самаки сыграл в различных международных и низших лигах.

## Биография
Уокер родился в Колумбусе (штат Огайо). Он был младшим из семи детей. Учился в Высшей школе Истмор и Высшей школе Уайтхолл-Иорлинг.
При росте 206 см он был выбран девятым командой «Даллас Маверикс» на Драфте НБА 1996 года из Луисвилля. Уокер стал самым молодым баскетболистом в истории «Маверикс», который появился на игре регулярного сезона. Максимальные свои результаты за «Даллас» он показал в сезоне 1997/98 набрав 8,9 очков и 7,4 подборов за игру. Летом 1999 года Уокер подписал контракт с действующим чемпионом «Сан-Антонио Спёрс». Он играл два года в команде в качестве резерва.

### «Лос-Анджелес Лейкерс»
Летом 2001 года Уокер был подписан в качестве свободного агента двукратными чемпионами «Лос-Анджелес Лейкерс», которые нуждались в Тяжелом форварде после ухода ветерана Хораса Гранта. Уокер начинал в 63 из 69 игр, в среднем набирая 6,7 очка за игру и 7,0 подборов за сезон, и заменил суперзвезду Шакила О’Нил, когда тот был травмирован. Высший результат сезона показал в рождественской игре против «Филадельфия Севенти Сиксерс», набрав 18 очков и 10 подборов. 19 февраля 2002 года Уокер вошёл в список травмированных из-за растяжения локтя.
Уокер начинал игру только в 5 матчах «Лейкерс» из 19 плей-офф, а связка форвардов с Робертом Орри помогла команде дойти до финала НБА. В 4-й игре Финала Западной конференции 26 мая 2002 года, Уокер реализовал трёхочковый бросок в конце первого тайма; к тому времени «Сакраменто Кингз» выигрывал «Лейкерс» со счётом 65-51. Хоть выстрел Самаки засчитали, телевизионные повторы показали, что Уокер выпустил мяч после того как время истекло. Лейкерс выиграли игру со счётом 100-99 за счёт броска с сиреной Роберта Орри, что позволило команде из Лос-Анджелеса сравнять счёт в серии (2—2). В итоге «Лейкерс» выиграл серию в семи матчах и вышел в финал. Бросок Уокера повлияло на решение НБА о рассмотрении мгновенного повтора в следующем сезоне.
«Лейкерс» вышли в финал НБА, и там победили «Нью-Джерси Нетс» в 4 играх. «Лос-Анджелес Лейкерс» выиграл в третий раз подряд чемпионат, а Уокер получил свой первый и единственный чемпионский перстень. В следующем году Уокер стартовал в 39 из 67 игр; «Лейкерс» вышел плей-офф, но проиграл «Сан-Антонио Спёрс» в полуфинале конференции.

### Дальнейшая карьера
Уокер перешёл в «Индиана Пэйсерс» в 2005 году, чтобы заменять травмированных игроков. Он в среднем набирал 5,3 очка и 4,7 подбора в ходе своего 10-летнего пребывания в НБА.
После того, как «Пэйсерс» отпустила его в январе 2006 года Уокер сыграл в четырёх матчах за клуб из ПБЛ «УНИКС», набирая в среднем 7,0 очка и 4,3 подбора за игру.
В 2007 году Уокер присоединился к сирийскому «Аль-Джалаа» после подписания контракта с «Милуоки Бакс» в сентябре того же года. Самаки помог клубу стать Чемпионом Сирии в 2008 году.
В 2009 году Уокер подписал контракт с китайским клубом «Шаньдун Лайонс». Позже он играл за корейский клуб «Сеул Найтс».
В январе 2010 года Уокер ушёл из «Найтс», имея показатели за игру: 14,1 очков и 8,9 подборов. В октябре 2010 года он снова подписал контракт «Аль-Джалаа».

## Личная жизнь
По Суахили Самаки означает «рыба» или «иджума» («красивая река»). Уокер имеет двух детей: сына Дабаджи и дочь Сакима. После того как умер его семнадцатилетний племянник Деандре Хиллман от остановки сердца в 2001 году, Самаки присоединился к некоммерческой организации Start-A-Heart, которая обеспечивает автоматическими наружными дефибрилляторами в школах и других общественных учреждениях. Он провел сезон 2006-07 формируя некоммерческий Фонд Жизненного Выбора, целью которого является сохранить молодых внутри Лос-Анджелеса от беды.

## Статистика

### Статистика в НБА
| Сезон                                                                                    | Команда     | Регулярный сезон | Регулярный сезон | Регулярный сезон | Регулярный сезон | Регулярный сезон | Регулярный сезон | Регулярный сезон | Регулярный сезон | Регулярный сезон | Регулярный сезон | Регулярный сезон | Серия плей-офф | Серия плей-офф | Серия плей-офф | Серия плей-офф | Серия плей-офф | Серия плей-офф | Серия плей-офф | Серия плей-офф | Серия плей-офф | Серия плей-офф | Серия плей-офф |
| Сезон                                                                                    | Команда     | GP               | GS               | MPG              | FG%              | 3P%              | FT%              | RPG              | APG              | SPG              | BPG              | PPG              | GP             | GS             | MPG            | FG%            | 3P%            | FT%            | RPG            | APG            | SPG            | BPG            | PPG            |
| ---------------------------------------------------------------------------------------- | ----------- | ---------------- | ---------------- | ---------------- | ---------------- | ---------------- | ---------------- | ---------------- | ---------------- | ---------------- | ---------------- | ---------------- | -------------- | -------------- | -------------- | -------------- | -------------- | -------------- | -------------- | -------------- | -------------- | -------------- | -------------- |
| 1996/97                                                                                  | Даллас      | 43               | 12               | 14,0             | 44,4             | 0,0              | 64,9             | 3,4              | 0,4              | 0,3              | 0,5              | 5,0              | Не участвовал  | Не участвовал  | Не участвовал  | Не участвовал  | Не участвовал  | Не участвовал  | Не участвовал  | Не участвовал  | Не участвовал  | Не участвовал  | Не участвовал  |
| 1997/98                                                                                  | Даллас      | 41               | 19               | 25,0             | 48,6             | 0,0              | 54,6             | 7,4              | 0,6              | 0,7              | 1,0              | 8,9              | Не участвовал  | Не участвовал  | Не участвовал  | Не участвовал  | Не участвовал  | Не участвовал  | Не участвовал  | Не участвовал  | Не участвовал  | Не участвовал  | Не участвовал  |
| 1998/99                                                                                  | Даллас      | 39               | 2                | 14,6             | 46,3             | 0,0              | 54,1             | 3,7              | 0,2              | 0,2              | 0,4              | 5,9              | Не участвовал  | Не участвовал  | Не участвовал  | Не участвовал  | Не участвовал  | Не участвовал  | Не участвовал  | Не участвовал  | Не участвовал  | Не участвовал  | Не участвовал  |
| 1999/00                                                                                  | Сан-Антонио | 71               | 7                | 13,8             | 44,9             | -                | 68,3             | 3,8              | 0,5              | 0,1              | 0,5              | 5,1              | 4              | 4              | 30,3           | 45,2           | -              | 66,7           | 11,3           | 0,5            | 0,3            | 3,0            | 9,0            |
| 2000/01                                                                                  | Сан-Антонио | 61               | 1                | 15,8             | 48,0             | 33,3             | 62,9             | 4,0              | 0,5              | 0,2              | 0,7              | 5,3              | 12             | 0              | 6,3            | 33,3           | -              | 50,0           | 1,2            | 0,3            | 0,1            | 0,1            | 1,2            |
| 2001/02                                                                                  | Лейкерс     | 69               | 63               | 24,0             | 51,2             | -                | 66,7             | 7,0              | 0,9              | 0,4              | 1,3              | 6,7              | 19             | 5              | 12,6           | 46,2           | 100,0          | 76,5           | 4,1            | 0,2            | 0,1            | 0,3            | 3,3            |
| 2002/03                                                                                  | Лейкерс     | 67               | 39               | 18,6             | 42,0             | 0,0              | 65,3             | 5,5              | 1,0              | 0,3              | 0,8              | 4,4              | 9              | 0              | 5,4            | 40,0           | -              | -              | 1,4            | 0,2            | 0,1            | 0,2            | 0,4            |
| 2003/04                                                                                  | Майами      | 33               | 0                | 12,7             | 38,4             | 0,0              | 65,9             | 3,4              | 0,2              | 0,3              | 0,3              | 3,2              | 4              | 0              | 2,8            | 0,0            | -              | -              | 0,3            | 0,0            | 0,0            | 0,0            | 0,0            |
| 2004/05                                                                                  | Вашингтон   | 14               | 0                | 9,6              | 35,5             | -                | 66,7             | 1,3              | 0,3              | 0,2              | 0,5              | 1,7              | Не участвовал  | Не участвовал  | Не участвовал  | Не участвовал  | Не участвовал  | Не участвовал  | Не участвовал  | Не участвовал  | Не участвовал  | Не участвовал  | Не участвовал  |
| 2005/06                                                                                  | Индиана     | 7                | 0                | 3,1              | 0,0              | -                | 100,0            | 0,4              | 0,0              | 0,0              | 0,1              | 0,3              | Не участвовал  | Не участвовал  | Не участвовал  | Не участвовал  | Не участвовал  | Не участвовал  | Не участвовал  | Не участвовал  | Не участвовал  | Не участвовал  | Не участвовал  |
|                                                                                          | Всего       | 445              | 143              | 17,1             | 46,2             | 11,1             | 63,0             | 4,7              | 0,6              | 0,3              | 0,7              | 5,3              | 48             | 9              | 10,4           | 42,9           | 100,0          | 67,6           | 3,1            | 0,2            | 0,1            | 0,4            | 2,4            |
| Наведите курсор мыши на аббревиатуры в заголовке таблицы, чтобы прочесть их расшифровку. |             |                  |                  |                  |                  |                  |                  |                  |                  |                  |                  |                  |                |                |                |                |                |                |                |                |                |                |                |

### Статистика в других лигах
| Сезон | Команда | Лига         | GP | GS | MPG | FG%  | 3P% | FT% | RPG | APG | SPG | BPG | PFL | TOV | PPG |
| --- | ------- | ------------ | -- | -- | --- | ---- | --- | --- | --- | --- | --- | --- | --- | --- | --- |
| 2005/06 | УНИКС   | Кубок Европы | 1  | 0  | 5,8 | 66,7 | -   | -   | 3,0 | 0,0 | 0,0 | 0,0 | 2,0 | 0,0 | 4,0 |
| Всего | Всего   | Всего        | 1  | 0  | 5,8 | 66,7 | -   | -   | 3,0 | 0,0 | 0,0 | 0,0 | 2,0 | 0,0 | 4,0 |
| Наведите курсор мыши на аббревиатуры в заголовке таблицы, чтобы прочесть их расшифровку Статистика приведена с сайта basketball.realgm.com |         |              |    |    |     |      |     |     |     |     |     |     |     |     |     |